# Campecopea ischiana
Campecopea ischiana là một loài chân đều trong họ Sphaeromatidae. Loài này được Verhoeff miêu tả khoa học năm 1943.